# Liste der Gerechten unter den Völkern aus Dänemark

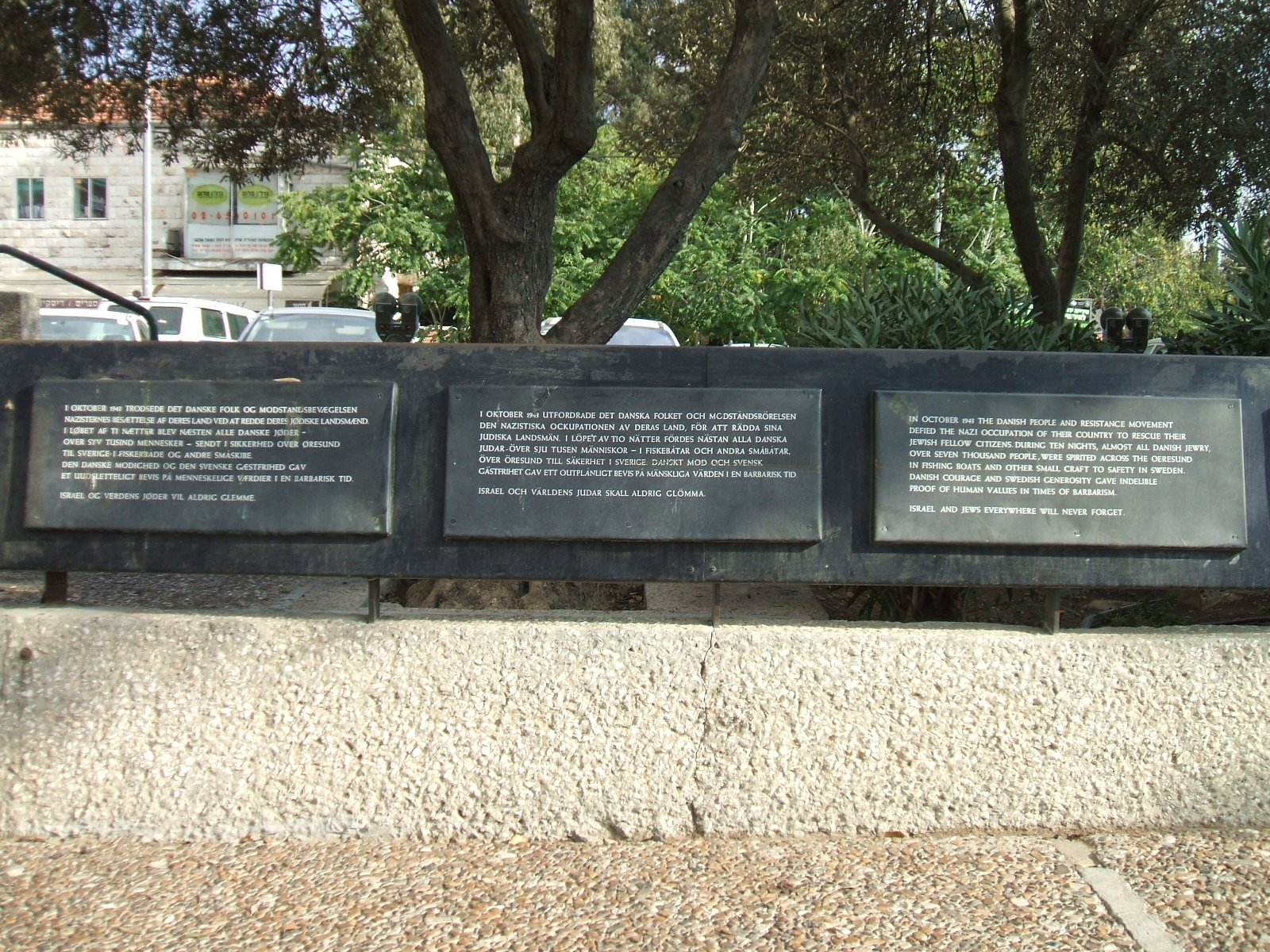
Gedenktafel in Jerusalem zur Erinnerung an die Rettung der dänischen Juden

Die Liste der Gerechten unter den Völkern aus Dänemark führt in alphabetischer Reihenfolge diejenigen Dänen und Däninnen auf, die von der Gedenkstätte Yad Vashem mit dem Titel Gerechter unter den Völkern geehrt wurden.

## Hintergrund
Dieser Titel wird an nichtjüdische Einzelpersonen verliehen, die unter nationalsozialistischer Herrschaft während des Zweiten Weltkriegs ihr Leben einsetzten, um Juden vor der Ermordung zu retten.
Die dänische Widerstandsbewegung gegen die deutsche Besatzung rettete 7000 der 8000 dänischen Juden, indem sie sie in das neutrale Schweden schmuggelte. Die Widerständler wurden in Yad Vashem auf eigene Bitte hin nicht individuell, sondern kollektiv als Gerechte unter den Völkern geführt. Dennoch wurden später 22 Mitglieder des Widerstandes von Yad Vashem einzeln als Gerechte unter den Völkern ausgezeichnet.

## Liste
Neben dem Namen sowie den Geburts- und Sterbedaten der jeweiligen Person enthält die Liste Spalten zum Ort, in dem die Rettungsaktionen schwerpunktmäßig stattfanden, eine kurze Beschreibung der Taten, für die die Person geehrt wurde, sowie das Jahr der Auszeichnung:
| Name                         | Geboren       | Gestorben    | Ort der Rettung | Grund der Ehrung | Jahr |
| ---------------------------- | ------------- | ------------ | --------------- | --- | ---- |
| Anna Christensen             |               |              | Nyborg          | Anna Christensen aus Nyborg war Mitglied der Internationale Liga für Frieden und Freiheit. Sie half bei der Rettung von 40 jüdischen Kindern, die in den 1930er Jahren durch Vermittlung der Kinder- und Jugend-Alijah auf der Flucht vor den Nationalsozialisten von Deutschland nach Dänemark eingereist waren, um sie hier auf die Ausreise nach Palästina vorzubereiten. Christensen organisierte, dass die Kinder in der örtlichen Schule unterrichtet wurden. Nach der deutschen Invasion Dänemarks am 9. April 1940 unterrichtete sie die Kinder in ihrem Keller, organisierte Verstecke, kochte und versorgte sie mit Lebensmitteln. Im Herbst 1943 gelang es Christensen mit Hilfe der dänischen Untergrundbewegung, die Kinder aus dem Land nach Schweden zu schmuggeln. | 1966 |
| Knud Dyby                    | 28. März 1915 | 1. Sep. 2011 | Frederiksberg   | Knud Dyby, ein dänischer Polizeibeamter aus Kopenhagen, war während der deutschen Besetzung Dänemarks im Jahr 1940 in der Widerstandsbewegung tätig und beteiligte sich an Sabotagen, Spionage und der Produktion von Untergrundzeitungen. 1943 wirkte er an der Flucht der dänischen Juden mit. Er nutzte seine durch das Segeln entstandenen Kontakte zu Fischern, um die Überfahrt jüdischer Dänen nach Schweden zu organisieren und brachte selbst Gruppen nach Nordhavn, wo sie von Seeleuten in Empfang genommen oder bis zur Überfahrt in Privathäusern untergebracht wurden. | 2004 |
| Ellen Fogh                   | 7. Aug. 1889  | 10. Mai 1958 | Kopenhagen      | Ellen Fogh und ihr Sohn Frederik Fogh versteckten ab September 1943 fünf jüdische Mitbürger in ihrer Wohnung, sammelten Geld für deren Flucht, mieteten ein Boot und organisierten ihre Überfahrt nach Schweden. | 2003 |
| Fredrik Fogh                 | 21. Okt. 1923 |              | Kopenhagen      | Ellen Fogh und ihr Sohn Frederik Fogh versteckten ab September 1943 fünf jüdische Mitbürger in ihrer Wohnung, sammelten Geld für deren Flucht, mieteten ein Boot und organisierten ihre Überfahrt nach Schweden. | 2003 |
| Arnold Gunnerso              |               |              | Høng            | Der Pfarrer Arnold Gunnerso und seine Ehefrau Karen Gunnerso organisierten im Oktober 1943 den illegalen Transfer der jüdischen Jugendlichen Yehiel Ben Yitshak und Roza Fuchs nach Schweden. | 1986 |
| Karen Gunnerso               |               |              | Høng            | Der Pfarrer Arnold Gunnerso und seine Ehefrau Karen Gunnerso organisierten im Oktober 1943 den illegalen Transfer der jüdischen Jugendlichen Yehiel Ben Yitshak und Roza Fuchs nach Schweden. | 1986 |
| Ester Handberg               |               |              | Fünen           | Ester Handberg rettete das Leben der elfjährigen Alit Strassman, ihrer Mutter, ihrer Schwester und ihres kleinen Bruders. Frau Strassman und ihre drei Kinder waren im Oktober 1943 auf der Flucht vor der Deportation durch die deutsche Besatzungsmacht auf die Insel Fünen geflüchtet. Hier kannten sie Ester Handberg, ihre Pensionswirtin bei einem früheren Urlaub. Ester Handberg versteckte die Strassmans in ihrer Pension und organisierte mehrere weitere illegale Unterkünfte, einen Krankenhausaufenthalt sowie die Überfahrt nach Schweden für die Familie. | 1994 |
| Esben Hansen                 |               |              | Høng            | Der Bauer Esben Hansen und seine Schwester Helga Hansen versteckten im Herbst 1943 auf ihrem Bauernhof in Løve bei Høng die jüdischen Jugendlichen Yehiel Ben Yitshak und Roza Fuchs, bevor diesen durch das Ehepaar Gunnerso nach Schweden gelangen konnten. | 1986 |
| Helga Hansen                 |               |              | Høng            | Der Bauer Esben Hansen und seine Schwester Helga Hansen versteckten im Herbst 1943 auf ihrem Bauernhof in Løve bei Høng die jüdischen Jugendlichen Yehiel Ben Yitshak und Roza Fuchs, bevor diesen durch das Ehepaar Gunnerso nach Schweden gelangen konnten. | 1986 |
| Helga Holbek                 |               | 1983         | Aspet           | Helga Holbek, ein hochrangiges Mitglied der International Commission for the Assistance of Child Refugees, half im Zweiten Weltkrieg bei der Rettung jüdischer Kinder in Südfrankreich. Auf Initiative der Organisation wurden Ende Februar 1941 etwa 50 Kinder aus dem Konzentrationslager Gurs in das Waisenhaus Maison des Pupilles de la Nation in Aspet gebracht. Helga Holbek und ihre norwegische Kollegin Alice Resch kümmerten sich um die Kinder, brachten sie in verschiedenen Waisenhäusern Südfrankreichs unter, wo sie bis Mai 1944 bleiben konnten. Holbek führte außerdem eine illegale Operation durch, um den ungarischen jüdischen Maler Sigismund Kolozsvary und seine Frau Matyi aus dem KZ Gurs zu retten, sichere Verstecke zu organisieren und sie in die Schweiz zu schmuggeln. | 1982 |
| Sigurd Larsen                |               |              | Berlin          | Sigurd Larsen, ein Möbelhändler aus Kopenhagen, der – als Sohn eines dänischen Vaters und einer deutschen Mutter – bis Mitte der 1930er Jahre in Berlin gelebt hatte, unterhielt durch sein Geschäft Kontakt zu Joachim Marcuse, einem jüdischen Vorarbeiter einer Möbelfirma. Als Marcuse entlassen und 1940 in einem Arbeitslager interniert wurde, hielt Sigurd Larsen den Kontakt und als die Deportationen in die Konzentrationslager begannen, schmuggelte Larsen Joachim Marcuse, dessen Frau Gerda Berlowitz und dessen Freund Kurt Lewin (Kurt Levin) in einem für ihn bestimmten Holztransport nach Schweden. | 2001 |
| Dagmar Lustrup               |               |              | Odense          | Dagmar Lustrup war in einer Frauenfriedensorganisation in Thisted aktiv. Es gelang ihr Ende 1940 20 jüdische Jugendliche, die meisten davon aus der Tschechoslowakei, vor dem Zugriff der Nationalsozialisten und der Deportation zu retten. Die Jugendlichen wurden von ihr zunächst in eine Jugendherberge in der Nähe von Odense auf der Insel Fünen gebracht. Eine Woche später, am 5. Dezember 1940, konnten sie mit dem Schiff nach Schweden gelangen und über die Sowjetunion weiter nach Palästina reisen. | 1984 |
| Knud Marstrand Christiansen  | 14. Okt. 1914 | 2. Feb. 2012 | Espergaerde     | Knud Marstrand Christiansen, ein erfolgreicher Lederwarenfabrikant, und seine Ehefrau Karen Marstrand Christiansen, organisierten 1943 für mehrere jüdische Flüchtlinge illegale Verstecke und brachten sie auf einem kleinen Boot von Dänemark nach Schweden. | 2005 |
| Karen Marstrand Christiansen | 1920          |              | Espergaerde     | Knud Marstrand Christiansen, ein erfolgreicher Lederwarenfabrikant, und seine Ehefrau Karen Marstrand Christiansen, organisierten 1943 für mehrere jüdische Flüchtlinge illegale Verstecke und brachten sie auf einem kleinen Boot von Dänemark nach Schweden. | 2005 |
| Inga Norrild                 |               |              |                 | Inga Norrild und Svend Norrild waren Aktivisten des dänischen Widerstandes gegen die deutsche Besatzungsmacht. Sie gehörten zur sogenannten „Lyngby“-Gruppe, einem Netzwerk, das Juden von Dänemark nach Schweden brachte. Der Gruppe gelang es insgesamt 622 Juden nach Schweden zu schmuggeln. | 1995 |
| Svend Norrild                |               |              |                 | Inga Norrild und Svend Norrild waren Aktivisten des dänischen Widerstandes gegen die deutsche Besatzungsmacht. Sie gehörten zur sogenannten „Lyngby“-Gruppe, einem Netzwerk, das Juden von Dänemark nach Schweden brachte. Der Gruppe gelang es insgesamt 622 Juden nach Schweden zu schmuggeln. | 1995 |
| Harald Petersen              |               | 1994         | Risby           | Harald Petersen, ein Landwirt aus Risby, rettete 1943 dem jüdischen Ehepaar Richard Hausmann und Erna Hausmann und ihrem anderthalbjährigen Sohn Herman das Leben. Das aus Deutschland geflohene Ehepaar Hausmann hatte bei ihm eine Anstellung gefunden. Als die deutschen Besatzer im Oktober 1943 mit den Deportationen der Juden begannen, brachte Petersen die Familie Hausmann mit dem Auto nach Kopenhagen, fand einen Fischer und zahlte die Überfahrt der Familie nach Schweden. | 1990 |
| Gertrud Petersen             | 17. Nov. 1906 |              | Kopenhagen      | Das Ehepaar Robert Petersen und Gertrud Petersen aus Kopenhagen organisierte im September 1943 die Flucht ihrer jüdischen Freundin Isak Paikin und deren gesamten Familie. Die Petersens brachten die insgesamt 14 Personen zunächst für zwei Tage in ihrem Haus unter, beschafften dann ein Zimmer in Koege, einer Nachbarstadt an der Küste und suchten und fanden einen Fischer der die Verfolgten übers Meer nach Schweden brachte. | 2001 |
| Robert Petersen              | 2. Sep. 1911  |              | Kopenhagen      | Das Ehepaar Robert Petersen und Gertrud Petersen aus Kopenhagen organisierte im September 1943 die Flucht ihrer jüdischen Freundin Isak Paikin und deren gesamten Familie. Die Petersens brachten die insgesamt 14 Personen zunächst für zwei Tage in ihrem Haus unter, beschafften dann ein Zimmer in Koege, einer Nachbarstadt an der Küste und suchten und fanden einen Fischer der die Verfolgten übers Meer nach Schweden brachte. | 2001 |
| Grethe Thomsen               | 1912          |              | Snekkersten     | Henry Christian Thomsen, ein Gastwirt und früherer Fischer aus Snekkersten, und seine Frau Ellen Margarethe Thomsen – beide Aktivisten des dänischen Widerstandes gegen die deutsche Besatzung – retteten Hunderten von verfolgten Juden das Leben, indem sie ihnen halfen, nach Schweden zu gelangen. Ab Oktober 1943 entwickelte sich ihr Gasthaus zum Treffpunkt der Fischer des an der Rettungsaktion beteiligten Gebiets. Wenn eine Flüchtlingsgruppe groß genug war, um ein Fischerboot zu füllen, vereinbarte Thomsen alle Einzelheiten mit dem Eigner des Schiffes. Als die Zahl der jüdischen Flüchtlinge wuchs, kaufte Thomsen ein kleines Fischerboot und brachte die Passagiere auch alleine nach Schweden. Henry Christian Thomsen wurde zwei Mal von der Gestapo verhaftet, da er der Fluchthilfe verdächtigt wurde. Nach der zweiten Festnahme wurde er in das Konzentrationslager Neuengamme in Deutschland deportiert, wo er am 4. Dezember 1944 starb. | 1968 |
| Henry Thomsen                | 18. Sep. 1906 | 4. Dez. 1944 | Snekkersten     | Henry Christian Thomsen, ein Gastwirt und früherer Fischer aus Snekkersten, und seine Frau Ellen Margarethe Thomsen – beide Aktivisten des dänischen Widerstandes gegen die deutsche Besatzung – retteten Hunderten von verfolgten Juden das Leben, indem sie ihnen halfen, nach Schweden zu gelangen. Ab Oktober 1943 entwickelte sich ihr Gasthaus zum Treffpunkt der Fischer des an der Rettungsaktion beteiligten Gebiets. Wenn eine Flüchtlingsgruppe groß genug war, um ein Fischerboot zu füllen, vereinbarte Thomsen alle Einzelheiten mit dem Eigner des Schiffes. Als die Zahl der jüdischen Flüchtlinge wuchs, kaufte Thomsen ein kleines Fischerboot und brachte die Passagiere auch alleine nach Schweden. Henry Christian Thomsen wurde zwei Mal von der Gestapo verhaftet, da er der Fluchthilfe verdächtigt wurde. Nach der zweiten Festnahme wurde er in das Konzentrationslager Neuengamme in Deutschland deportiert, wo er am 4. Dezember 1944 starb. | 1968 |
| Gerda Valentiner             | 7. Jan. 1903  | 1991         | Kopenhagen      | Gerda Valentiner, ein Mitglied des dänischen Widerstands gegen die deutsche Besatzung, übernahm 1943 die Aufgabe jüdische Kinder – getrennt von ihren Eltern – von Dänemark nach Schweden zu schmuggeln. Sie holte die Kinder bei ihren Eltern ab, brachte sie bei sich unter, versorgte sie mit Lebensmitteln, organisierte den Transfer nach Schweden und begleitete die Kinder bei der Überfahrt. | 1968 |